# Trifești (Rezina)
Trifești es un pueblo y comuna perteneciente al distrito de Rezina, Moldavia.

## Superficie
Cuenta con una superficie de 13,00 kilómetros cuadrados.

## Demografía
Hasta 2023 la población era de 573 habitantes, con una densidad de población de 44,07 habitantes por kilómetro cuadrado.
| Gráfica de evolución demográfica de Trifești entre 2018 y 2023     |
|                                                                    |
| Datos según Population statistics of Eastern Europe & former USSR. |